# Тьыт (язык)
Тьыт — юго-восточная подгруппа вьетских языков, представляющая собой диалектный континуум, на наречиях которого говорят люди подгруппы этнических общностей тьыт, жители Вьетнама и Лаоса. Общее число носителей — 4280, из которых 3830 во Вьетнаме, в основном в провинции Куангбинь, остальные — в Лаосе.

## Классификация
Тьыт — юго-восточная подгруппа языков вьетской группы мон-кхмерской семьи австроазиатской макросемьи.

## Официальный статус
Официальная позиция вьетнамского правительства в том, что и диалектный континуум и совокупность народов называется тьыт, однако сами эти этносы имеют названия арем, май, шать, рук и так далее, ведут разный образ жизни.